# Fantasia sobre aires polonesos (Chopin)
La Fantasia sobre aires polonesos, op. 13 és una obra per a piano i orquestra de Frédéric Chopin. Escrita quan tenia divuit anys, s'hi manifesta l'esperit patriòtic i nacionalista de l'autor amb apassionament juvenil. La peça és anomenada a vegades Gran Fantaisie o Fantaisie brillant. El mateix Chopin s'hi va referir com a Popurri sobre temes polonesos, i la va mantenir en el repertori durant molts anys.
Aquesta Fantasia, dins l'evolució compositiva de Chopin, va seguir les cèlebres Variacions sobre "Là ci darem la mano", Op. 2, del 1827. Va ser composta mentre era estudiant de Józef Elsner al Conservatori de Varsòvia. Els temes que empra són populars i diversos, i és, potser, de totes les seves obres per a piano i orquestra de Chopin la que aconsegueix un equilibri més gran entre el solista i el conjunt orquestral. La Fantasia sobre aires polonesos va ser publicada a Leipzig en 1834. La durada de l'obra és d'uns catorze minuts.
Consta de quatre moviments:
1. Introducció. Largo non troppo. La fantasia s'inicia amb una lenta introducció que ens porta al segon temps.
2. Air: Już miesiąc zaszedł. Andantino. Una graciosa secció de caràcter bucòlic, inspirada en la melodia de la cançó popular polonesa Już miesiąc zaszedł psy się uśpiły ("La lluna s'havia amagat"). Cal destacar que la cançó era una de les favorites de la mare de Chopin.[5]
3. Tema de Kurpiński. Allegretto. Aquí Chopin agafa el tema polonès d'una composició d'un professor de Chopin al Conservatori de Varsòvia, Karol Kurpiński. És una secció senzilla en la qual la melodia es va desgranant amb morositat i després complicant-se amb nombrosos embelliments.
4. Kujawiak. Vivace. Aquesta és una dansa semblant a una masurca, però més ràpida i brillant. Chopin dota al piano d'un virtuosisme enlluernador.